# Правило Василь Григорович
Василь Григорович Правило (нар. 14 грудня 1959, Кіровоградська область, УРСР) — радянський та російський футболіст та тренер українського походження, виступав на позиціях нападника та півзахисника, російський футбольний арбітр.

## Кар'єра гравця
Народився в Кіровоградській області. Дитинство провів у смт Олександрівка. Спочатку грав у районних футбольних змаганнях, а з 15-річного віку захищав кольори збірної Олександрівського району в чемпіонаті області.
Військову службу розпочав у ракетних військах у місті Татищеве Саратовської області. Взяв участь у міжполковому футбольному змаганні у Владимирі, де Василь та інші найкращі гравці турніру були переведені в спортивну роту. Провів один чезон у чемпіонаті Владимирської області, потім грав в Йошкар-Олі. У цьому місті Правилом зацікавилися представники одного з клубів-майстрів, однак заявити до команди не змогли через відсутність у гравця паспорту. По завершенні військової служби отримав пропозицію залишитися в Йошкар-Олі, проте Василь вирішив відмовитися та повернувся додому.
Потім знову грав у чемпіонаті Кіровоградської області, де його помітив Юрій Ткаченок, який вмовив Василя перейти до складу клубу вищої ліги чемпіонату Краснодарського краю «Нафтовик» (Охтирський). Восени 1981 року прийняв пропозицію приєднатися до складу дубля «Кубані», проте шансу проявити себе в першій команді не отримав, оскільки керівництво краснодарського клубу не розраховувало на футболіста.
Наприкінці 1981 року отримав декілька пропозицій від клубів Другої ліги чемпіонату СРСР (від п'ятигорського «Машука», новоросійського «Чорноморця» та майкопської «Дружби»). Зрештою, обрав майкопський клуб. У 1985 році «Дружба» зайняла 2-е місце в 3-й зоні Другої ліги СРСР. У складі майкопського клубу провів 7 сезонів.
У 1989 році на запрошення Георгія Безбогіна перейшов у краснодарську «Кубань». Проте в «Кубані» заграти не зумів, отримав важку травму (розрив задньої поверхні стегна), через короткий проміжок часу ставця рецедив, до того ж команду залишив Георгія Безбогін, після чого й Василь Вирішив піти з краснодарського клубу. У 1990 році перейшов у «Кубань» з хутора Бараниковський.

## Кар'єра тренера
У 1992 році був граючим тренером баранниковської «Кубані». У 1993 році працював у тренерському штабі краснодарського «Колосу», наступного року переведений на посаду головного адміністратора команди. У 1995 році був граючим головним тренером команди «Дружба» (Виселки), яка виступала в чемпіонаті Росії серед КФК.

## Кар'єра арбітра
Суддівську кар'єру розпочав з роботи на зимовому чемпіонаті Краснодару. Перший матч на професіональному рівні обслуговував у 1994 році. З 1998 року — боковий арбітр на матчах Вищої ліги чемпіонату Росії. Обслуговував матчі до 2007 року. У 2002 році асистував відомому російському судді Юрія Чеботарьову в фіналі Кубка Росії з футболу на матчі ЦСКА — «Зеніт». Усі судді того матчу отримали найвищі оцінки - 9.0 (за дев'ятибальною шкалою). Нині є директором «Школи молодого арбітра» в Краснодарі, за сумісництвом — директор з проведення змагань Краснодарської крайової федерації футболу, голова суддівського комітету Краснодарській крайової та міської федерацій футболу.

## Стиль гри
Швидкий нападник з сильним разючим ударом, непогано грав головою, мав непогану техніку. Виступав на позиціях нападника або крайнього півзахисника.

## Особисте життя
Одружився наприкінці 1981 року.
Син, Олег Правило, названий на честь Олега Блохіна, також став професіональним футболістом. З 30-річного віку виступає в чемпіонаті Краснодарського краю.